# Villa Crespo
Villa Crespo est un quartier de la ville de Buenos Aires, capitale de la République argentine. Il est situé au centre-nord de la ville, limité par les quartiers Chacarita au nord-ouest, Palermo au nord-est, Almagro au sud-est, Caballito au sud et La Paternal à l’ouest.

## Histoire

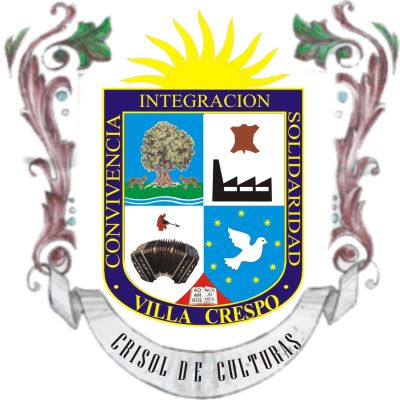
Armoiries de Villa Crespo

L’origine du quartier est l’établissement au bord du ruisseau Maldonado, en 1888, de la Fábrica Nacional de Calzado (usine nationale de chaussures) dans un portion de territoire de la pampa fraîchement acquis par la ville de Buenos Aires à la province du même nom. Cet établissement industriel est encouragé par le maire (Intendente Municipal) de l’époque Antonio F. Crespo et le nom de Villa Crespo est d'abord employé par les commerçants immobiliers qui vendent les terres pour l’implantation des nouveaux voisins, pour la plupart des ouvriers et des cadres de l’usine.
Nonobstant le nom le plus ancien du quartier est San Bernardo (Saint-Bernard) d’après la paroisse (tant ecclésiastique qu'électorale) de ce nom.
Le ruisseau Maldonado, aux eaux abondantes et qui débordent fréquemment, court depuis 1936 sous l’avenue Juan B. Justo. Mais l’idée d’écologie n’étant encore née à la fin du XIXe siècle, on a vu ces eaux seulement comme une voie de disposition des déchets industriels, ce qui a conduit à l’établissement de quelques usines.
Le quartier est d’abord peuplé par les ouvriers de la Fábrica Nacional, en majorité des Italiens dont le patron est saint Crépin. Ils veulent donner au quartier le nom de leur patron mais après un débat il est choisi San Bernardo (pour saint Bernard de Clairvaux). Avec ce choix ils souhaitent honorer le père du gérant de l’usine, Salvador Benedit. Ce distingué voisin pionnier a obtenu les matériaux pour les premières maisons des familles d’ouvriers. Beaucoup de ces maisons ont adopté la forme d’une humble maison collective où chaque famille occupait une ou deux chambres, et où les salles à manger et les salles de bain restaient d’emploi commun. Cette genre de logement, où les immigrants d’origines diverses partageaient en étroit voisinage la plupart de leur vie est nommé avec le temps « conventillo » (littéralement « petit couvent ») et les conventillos ont fait leur marque dans l’histoire de la ville de Buenos Aires et ses arts populaires, témoignage de la mixture cordiale des races et nationalités qui a apporté à l’Argentine son air cosmopolite.

## Personnalités
Parmi les personnalités du quartier on peut mentionner le pianiste de tango Osvaldo Pugliese, l’écrivain Leopoldo Marechal, le dramaturge, poète et auteur de paroles de tango Alberto Vaccarezza, le peintre Antonio Alice, l’auteur de paroles de tango et chanteur Celedonio Flores, Paquita Bernardo, la première femme qui joua du bandonéon, les acteurs Angel Magaña et Osvaldo Miranda, le poète Juan Gelman, l’écrivain et musicien Ben Molar et bien d’autres.